# Attaque de Tichla (1979)
Pour les articles homonymes, voir Bataille de Tichla.
Guerre du Sahara occidental
Batailles
L'attaque de Tichla a lieu le 12 juillet 1979, dans la localité de Tichla, au Sahara occidental. Il s'agit du dernier affrontement opposant la Mauritanie et le Polisario, avant le traité de paix d'Alger et retrait mauritanien du conflit.

## Contexte
Le 10 juillet 1978, le régime de Moktar Ould Daddah en proie à une grave crise économique due au coût de la guerre, est renversé par le colonel Moustapha Ould Mohamed Saleck, et son Comité militaire de redressement national (CMRN), qui devient ensuite Comité militaire de salut national (CMSN). Immédiatement après ce coup d’état, le Polisario déclare un cessez-le-feu unilatéral en partant du principe que la Mauritanie veut se retirer pacifiquement du conflit. Cependant, soucieux de ne pas rompre l'alliance de son pays avec le Maroc, les négociations entre la Mauritanie et le Polisario n'avancent pas. Entre-temps, Mohamed Mahmoud Ould Ahmed Louly renverse Moustapha Ould Mohamed Saleck. L'échec des négociations avec la Mauritanie va donc pousser le Polisario à rompre une trêve qui durait depuis plus d'un an, dans le but d'accélérer la dynamique des négociations et pousser le régime mauritanien à se retirer immédiatement du Sahara occidental. L'attaque a lieu à la veille de la conférence de l'Organisation de l'unité africaine à Monrovia, d'où une résolution concernant la guerre au Sahara occidental doit voir le jour.

## Déroulement
Le 12 juillet 1979, le Polisario rompt le cessez-le-feu et s'empare de la localité de Tichla, provoquant de lourdes pertes parmi la garnison mauritanienne. 

## Bilan et conséquences
À la suite de cette attaque, la Mauritanie menace de demander à la France et le Maroc, de l'aider face à d'éventuelles nouvelles attaques, tandis que le Polisario déclare qu'une riposte mauritanienne le poussera à lancer de nouvelles attaques en allant plus loin que Tichla, c'est-à-dire en plein territoire mauritanien non contesté. Pris de panique dans l'idée de continuer la guerre, la Mauritanie signe cependant un vote positif sur le référendum demandé par le Polisario et préconisé par les chefs d'État de l'Organisation de l'unité africaine,.
Le 29 juillet 1979, le premier ministre de la RASD, Mohamed Lamine Ould Ahmed, annonce la libération des 73 soldats mauritaniens faits prisonniers lors de l'attaque, en réponse à la demande formulée au nom du comité ad hoc de l'Organisation de l'unité africaine sur le Sahara occidental par les chefs d'État du Mali et du Nigéria. Cette libération fait suite à celle du préfet mauritanien de Tichla, Abdoullahi Ould Mokhtar Ould Kabd, également capturé durant l'attaque.
Après l'annonce de la libération des soldats mauritaniens, Mohamed Khouna Ould Haidalla, premier ministre mauritanien, déclare que son pays a choisi de sortir définitivement de cette « guerre fratricide et injuste », et que la Mauritanie n'a pas revendication territoriale sur le Sahara occidental. Le 5 août 1979, le président mauritanien Mohamed Mahmoud Ould Ahmed Louly signe un traité de paix à Alger qui officialise le retrait de ses troupes de la région du Río de Oro, qui est immédiatement annexé par l’armée marocaine.

### Sources bibliographiques
1. ↑  Marchesin, p. 156.
2. ↑  Bonte, p. 210.